# Sci di fondo ai XIX Giochi olimpici invernali
Nello sci di fondo ai XIX Giochi olimpici invernali furono disputate dodici gare, sei maschili e sei femminili.
Rispetto all'edizione precedente furono introdotte numerose variazioni nel programma, in gran parte già sperimentate ai Mondiali dell'anno precedente. Debuttarono due gare sprint sulla distanza di 1,5 km, una maschile e una femminile, mentre mutarono la distanza le prove brevi a tecnica classica (da 10 km a 15 km per gli uomini e da 5 km a 10 km per le donne) e quelle a inseguimento (da 10 km + 15 km a 10 km + 10 km per gli uomini e da 5 km + 10 km a 5 km + 5 km per le donne; inoltre in entrambi i casi la prima frazione non coincise più con la gara che assegnava il relativo titolo olimpico, ma fu disputata una prova apposita nello stesso giorno della frazione a tecnica libera). Cambiò anche la ripartizione delle gare tra tecnica libera e tecnica classica: in campo maschile la 30 km fu a tecnica libera e la 50 km a tecnica classica; in campo femminile la 15 km divenne a tecnica libera e la 30 km a tecnica classica.

## Risultati

### Uomini

#### 15 km
La gara sulla distanza di 15 km si disputò in tecnica classica il 12 febbraio, dalle ore 12:00 sul percorso che si snodava a Soldier Hollow con un dislivello massimo di 123 m; presero parte alla competizione 67 atleti.
| Posizione | Atleta             | Nazione  | Tempo   |
| --------- | ------------------ | -------- | ------- |
| 1         | Andrus Veerpalu    | Estonia  | 37:07,4 |
| 2         | Frode Estil        | Norvegia | 37:43,4 |
| 3         | Jaak Mae           | Estonia  | 37:50,8 |
| 4         | Anders Aukland     | Norvegia | 38:03,3 |
| 5         | Per Elofsson       | Svezia   | 38:10,8 |
| 6         | Erling Jevne       | Norvegia | 38:13,6 |
| 7         | Vitalij Denisov    | Russia   | 38:17,9 |
| 8         | Magnus Ingesson    | Svezia   | 38:38,5 |
| 9         | Reto Burgermeister | Svizzera | 38:49,2 |
| 10        | Sergej Novikov     | Russia   | 38:49,3 |

#### 30 km
La gara sulla distanza di 30 km si disputò in tecnica libera il 9 febbraio, dalle ore 12:30 sul percorso che si snodava a Soldier Hollow con un dislivello massimo di 80 m; presero parte alla competizione 78 atleti e fu sperimentata, per la prima volta in sede olimpica, la formula a partenza in linea. La medaglia d'oro era stata inizialmente assegnata allo spagnolo Johann Mühlegg, che si era imposto con il tempo di 1:09:28,9, ma nei successivi controlli anti-doping lo sciatore venne trovato positivo alla darbopoietina, una farmaco analogo all'EPO, e quindi squalificato.
| Posizione | Atleta                | Nazione   | Tempo     |
| --------- | --------------------- | --------- | --------- |
| 1         | Christian Hoffmann    | Austria   | 1:11:31,0 |
| 2         | Michail Botvinov      | Austria   | 1:11:32,3 |
| 3         | Kristen Skjeldal      | Norvegia  | 1:11:42,7 |
| 4         | Pietro Piller Cottrer | Italia    | 1:11:42,8 |
| 5         | Ole Einar Bjørndalen  | Norvegia  | 1:11:44,5 |
| 6         | Lukáš Bauer           | Rep. Ceca | 1:12:22,3 |
| 7         | Nikolaj Bol'šakov     | Russia    | 1:12:50,6 |
| 8         | Sergej Krjanin        | Russia    | 1:12:52,0 |
| 9         | Cristian Zorzi        | Italia    | 1:13:10,0 |
| 10        | Emmanuel Jonnier      | Francia   | 1:13:15,1 |

#### 50 km
La gara sulla distanza di 50 km si disputò in tecnica classica il 23 febbraio, dalle ore 9:30 sul percorso che si snodava a Soldier Hollow con un dislivello massimo di 123 m; presero parte alla competizione 61 atleti. La medaglia d'oro era stata inizialmente assegnata allo spagnolo Johann Mühlegg, che si era imposto con il tempo di 2:06:05,9, ma nei successivi controlli anti-doping lo sciatore venne trovato positivo alla darbopoietina, una farmaco analogo all'EPO, e quindi squalificato.
| Posizione | Atleta              | Nazione   | Tempo      |
| --------- | ------------------- | --------- | ---------- |
| 1         | Michail Ivanov      | Russia    | 2:06:20,8  |
| 2         | Andrus Veerpalu     | Estonia   | 2:06:44,5  |
| 3         | Odd-Bjørn Hjelmeset | Norvegia  | 2:08:41,5  |
| 4         | Andreas Schlütter   | Austria   | 2:08:54,8  |
| 5         | Michail Botvinov    | Austria   | 2:09:21,7  |
| 6         | Hiroyuki Imai       | Giappone  | 12:09:41,3 |
| 7         | Anders Aukland      | Norvegia  | 2:10:05,7  |
| 8         | Lukáš Bauer         | Rep. Ceca | 2:10:41,9  |
| 9         | Frode Estil         | Norvegia  | 2:10:44,8  |
| 10        | Erling Jevne        | Norvegia  | 2:12:06,6  |

#### Sprint 1,5 km
La gara sprint sulla distanza di 1,5 km si disputò in tecnica libera il 19 febbraio, dalle ore 9:30 sul percorso che si snodava a Soldier Hollow con un dislivello massimo di 32 m; presero parte alla competizione 71 atleti.
| Posizione | Atleta                | Nazione   |
| --------- | --------------------- | --------- |
| 1         | Tor-Arne Hetland      | Norvegia  |
| 2         | Peter Schlickenrieder | Germania  |
| 3         | Cristian Zorzi        | Italia    |
| 4         | Björn Lind            | Svezia    |
| 5         | Freddy Schwienbacher  | Italia    |
| 6         | Trond Iversen         | Norvegia  |
| 7         | Tobias Angerer        | Norvegia  |
| 8         | Hannu Manninen        | Finlandia |
| 9         | Janusz Krężelok       | Norvegia  |
| 10        | Martin Koukal         | Rep. Ceca |

#### Inseguimento 20 km
La gara di inseguimento sulla distanza di 20 km si disputò il 14 febbraio sul percorso che si snodava a Soldier Hollow e presero parte alla competizione 83 atleti. Dalle ore 9:15 si disputò la frazione a tecnica classica sulla distanza di 10 km e con un dislivello di 119 m; dalle ore 12:00 i primi 56 classificati della prima frazione gareggiarono nella seconda a tecnica libera, sempre sulla distanza di 10 km ma con un dislivello di 77 m. La medaglia d'oro era stata inizialmente assegnata allo spagnolo Johann Mühlegg, che si era imposto con il tempo di 49:20,4, ma nei successivi controlli anti-doping lo sciatore venne trovato positivo alla darbopoietina, una farmaco analogo all'EPO, e quindi squalificato.
| Posizione | Atleta                | Nazione  | Tempo   |
| --------- | --------------------- | -------- | ------- |
| 1         | Thomas Alsgaard       | Norvegia | 49:48,9 |
|           | Frode Estil           | Norvegia | 49:48,9 |
| 3         | Per Elofsson          | Svezia   | 49:52,9 |
| 4         | Giorgio Di Centa      | Italia   | 49:53,8 |
| 5         | Vitalij Denisov       | Russia   | 49:58,5 |
| 6         | Pietro Piller Cottrer | Italia   | 50:01,2 |
| 7         | Anders Aukland        | Norvegia | 50:10,8 |
| 8         | Jaak Mae              | Estonia  | 50:12,1 |
| 9         | Michail Botvinov      | Austria  | 50:17,2 |
| 10        | René Sommerfeldt      | Germania | 50:22,7 |

#### Staffetta 4x10 km
La gara di staffetta si disputò il 17 febbraio sul percorso che si snodava a Soldier Hollow, con un dislivello massimo di 77 m; presero parte alla competizione 15 squadre nazionali che disputarono due frazioni a tecnica classica e due a tecnica libera.
| Posizione | Nazione     | Atleti                                                                           | Tempo     |
| --------- | ----------- | -------------------------------------------------------------------------------- | --------- |
| 1         | Norvegia    | Thomas Alsgaard Frode Estil Kristen Skjeldal Anders Aukland                      | 1:32:45,6 |
| 2         | Italia      | Pietro Piller Cottrer Cristian Zorzi Fabio Maj Giorgio Di Centa                  | 1:32:45,9 |
| 3         | Germania    | René Sommerfeldt Tobias Angerer Andreas Schlütter Jens Filbrich                  | 1:33:34,5 |
| 4         | Austria     | Alexander Marent Michail Botvinov Gerhard Urain Christian Hoffmann               | 1:34:04,9 |
| 5         | Stati Uniti | John Bauer Kris Freeman Justin Wadsworth Carl Swenson                            | 1:34:05,5 |
| 6         | Russia      | Sergej Novikov Michail Ivanov Vitalij Denisov Nikolaj Bol'šakov                  | 1:34:50,2 |
| 7         | Rep. Ceca   | Martin Koukal Jiří Magál Lukáš Bauer Petr Michel                                 | 1:35:51,3 |
| 8         | Francia     | Alexandre Rousselet Christophe Perrillat-Collomb Vincent Vittoz Emmanuel Jonnier | 1:35:50,8 |
| 9         | Estonia     | Raul Olle Andrus Veerpalu Jaak Mae Meelis Aasmäe                                 | 1:36:07,0 |
| 10        | Svizzera    | Wilhelm Aschwanden Reto Burgermeister Patrick Mächler Gion-Andrea Bundi          | 1:37:26,4 |

### Donne

#### 10 km
La gara sulla distanza di 10 km si disputò in tecnica classica il 12 febbraio, dalle ore 9:00 sul percorso che si snodava a Soldier Hollow con un dislivello massimo di 119 m; presero parte alla competizione 61 atlete. La medaglia d'argento era stata inizialmente assegnata alla russa Ol'ga Danilova, che aveva marcato il tempo di 28:08,1, ma nei successivi controlli anti-doping la sciatrice venne trovata positiva alla darbopoietina, una farmaco analogo all'EPO, e quindi squalificata al pari della connazionale Larisa Lazutina, inizialmente classificata al quarto posto con il tempo di 28:21,6.
| Posizione | Atleta                       | Nazione   | Tempo   |
| --------- | ---------------------------- | --------- | ------- |
| 1         | Bente Skari                  | Norvegia  | 28:05,6 |
| 2         | Julija Čepalova              | Russia    | 28:09,9 |
| 3         | Stefania Belmondo            | Italia    | 28:45,8 |
| 4         | Beckie Scott                 | Canada    | 28:49,2 |
| 5         | Ljubov' Egorova              | Russia    | 28:50,7 |
| 6         | Hilde Gjermundshaug Pedersen | Norvegia  | 28:56,2 |
| 7         | Satu Salonen                 | Finlandia | 29:02,3 |
| 8         | Petra Majdič                 | Slovenia  | 29:03,9 |
| 9         | Anita Moen                   | Norvegia  | 29:15,5 |
| 10        | Viola Bauer                  | Germania  | 29:30,0 |

#### 15 km
La gara sulla distanza di 15 km si disputò in tecnica libera il 9 febbraio, dalle ore 9:00 sul percorso che si snodava a Soldier Hollow con un dislivello massimo di 80 m; presero parte alla competizione 60 atlete e fu sperimentata, per la prima volta in sede olimpica, la formula a partenza in linea. La medaglia d'argento era stata inizialmente assegnata alla russa Larisa Lazutina, che aveva marcato il tempo di 39:56,2, ma nei successivi controlli anti-doping la sciatrice venne trovata positiva alla darbopoietina, una farmaco analogo all'EPO, e quindi squalificata.
| Posizione | Atleta                   | Nazione     | Tempo   |
| --------- | ------------------------ | ----------- | ------- |
| 1         | Stefania Belmondo        | Italia      | 39:54,4 |
| 2         | Kateřina Neumannová      | Rep. Ceca   | 40:01,3 |
| 3         | Julija Čepalova          | Russia      | 40:02,7 |
| 4         | Kaisa Varis              | Finlandia   | 40:04,1 |
| 5         | Svetlana Nagejkina       | Bielorussia | 40:17,9 |
| 6         | Gabriella Paruzzi        | Italia      | 40:25,7 |
| 7         | Kristina Šmigun-Vähi     | Estonia     | 40:33,6 |
| 8         | Karine Laurent Philippot | Francia     | 40:38,6 |
| 9         | Iryna Taranenko-Terelja  | Ucraina     | 40:39,4 |
| 10        | Sabina Valbusa           | Italia      | 40:48,3 |

#### 30 km
La gara sulla distanza di 30 km si disputò in tecnica classica il 24 febbraio, dalle ore 9:30 sul percorso che si snodava a Soldier Hollow con un dislivello massimo di 123 m; presero parte alla competizione 50 atlete. La medaglia d'oro era stata inizialmente assegnata alla russa Larisa Lazutina, che si era imposta con il tempo di 1:29:09,0, ma nei successivi controlli anti-doping la sciatrice venne trovata positiva alla darbopoietina, una farmaco analogo all'EPO, e quindi squalificata al pari della connazionale Ol'ga Danilova, inizialmente classificata al settimo posto con il tempo di 1:33:44,1.
| Posizione | Atleta                    | Nazione  | Tempo     |
| --------- | ------------------------- | -------- | --------- |
| 1         | Gabriella Paruzzi         | Italia   | 1:30:57,1 |
| 2         | Stefania Belmondo         | Italia   | 1:31:01,6 |
| 3         | Bente Skari               | Norvegia | 1:31:36,3 |
| 4         | Anita Moen                | Norvegia | 1:31:36,3 |
| 5         | Valentyna Ševčenko        | Ucraina  | 1:33:03,1 |
| 6         | Viola Bauer               | Germania | 1:33:25,1 |
| 7         | Kristina Šmigun-Vähi      | Estonia  | 1:33:52,7 |
| 8         | Vibeke Skofterud          | Norvegia | 1:35:02,3 |
| 9         | Julija Čepalova           | Russia   | 1:35:37,4 |
| 10        | Natascia Leonardi Cortesi | Svizzera | 1:35:46,8 |

#### Sprint 1,5 km
La gara sprint sulla distanza di 1,5 km si disputò in tecnica libera il 19 febbraio, dalle ore 9:00 sul percorso che si snodava a Soldier Hollow con un dislivello massimo di 32 m; presero parte alla competizione 58 atlete.
| Posizione | Atleta                  | Nazione  |
| --------- | ----------------------- | -------- |
| 1         | Julija Čepalova         | Russia   |
| 2         | Evi Sachenbacher-Stehle | Germania |
| 3         | Anita Moen              | Norvegia |
| 4         | Claudia Nystad          | Germania |
| 5         | Beckie Scott            | Canada   |
| 6         | Maj Helen Sorkmo        | Norvegia |
| 7         | Andreja Mali            | Slovenia |
| 8         | Gabriella Paruzzi       | Italia   |
| 9         | Sara Renner             | Canada   |
| 10        | Anke Reschwamm-Schulze  | Germania |

#### Inseguimento 10 km
La gara di inseguimento sulla distanza di 10 km si disputò il 15 febbraio sul percorso che si snodava a Soldier Hollow e presero parte alla competizione 74 atlete. Dalle ore 9:00 si disputò la frazione a tecnica classica sulla distanza di 5 km e con un dislivello di 76 m; dalle ore 11:20 le prime 50 classificate della prima frazione gareggiarono nella seconda a tecnica libera, sempre sulla distanza di 5 km ma con un dislivello di 77 m. Le medaglie d'oro e d'argento erano state inizialmente assegnate alle russe Ol'ga Danilova e Larisa Lazutina, che si erano imposte con i tempi di 24:52,1 e 24:59,0, ma nei successivi controlli anti-doping le sciatrici vennero trovate positive alla darbopoietina, una farmaco analogo all'EPO, e quindi squalificate.
| Posizione | Atleta                  | Nazione   | Tempo   |
| --------- | ----------------------- | --------- | ------- |
| 1         | Beckie Scott            | Canada    | 25:09,9 |
| 2         | Kateřina Neumannová     | Rep. Ceca | 25:10,0 |
| 3         | Viola Bauer             | Germania  | 25:11,1 |
| 4         | Julija Čepalova         | Russia    | 25:11,3 |
| 5         | Nina Gavryljuk          | Russia    | 25:13,5 |
| 6         | Bente Skari             | Norvegia  | 25:14,2 |
| 7         | Petra Majdič            | Slovenia  | 25:16,5 |
| 8         | Gabriella Paruzzi       | Italia    | 25:18,6 |
| 9         | Sabina Valbusa          | Italia    | 25:22,1 |
| 10        | Iryna Taranenko-Terelja | Ucraina   | 25:33,6 |

#### Staffetta 4x5 km
La gara di staffetta si disputò il 21 febbraio sul percorso che si snodava a Soldier Hollow, con un dislivello massimo di 77 m; presero parte alla competizione 13 squadre nazionali che disputarono due frazioni a tecnica classica e due a tecnica libera. La favorita Russia non prese il via a causa degli anomali valori ematici riscontrati in Larisa Lazutina; ai successivi controlli anti-doping la Lazutina e la sua compagna di squadra Ol'ga Danilova vennero trovate positive alla darbopoietina, una farmaco analogo all'EPO, e quindi squalificate.
| Posizione | Nazione     | Atleti                                                                           | Tempo   |
| --------- | ----------- | -------------------------------------------------------------------------------- | ------- |
| 1         | Germania    | Evi Sachenbacher-Stehle Viola Bauer Manuela Henkel Claudia Nystad                | 49:30,6 |
| 2         | Norvegia    | Bente Skari Hilde Gjermundshaug Pedersen Marit Bjørgen Anita Moen                | 49:31,9 |
| 3         | Svizzera    | Andrea Huber Laurence Rochat Brigitte Albrecht-Loretan Natascia Leonardi Cortesi | 50:03,6 |
| 4         | Rep. Ceca   | Helena Erbenová Kamila Rajdlová Kateřina Neumannová Kateřina Hanušová            | 50:35,2 |
| 5         | Bielorussia | Alena Kaluhina Svetlana Nagejkina Vera Zjatikova Natal'ja Zjatikova              | 50:37,9 |
| 6         | Italia      | Marianna Longa Gabriella Paruzzi Sabina Valbusa Stefania Belmondo                | 50:38,6 |
| 7         | Finlandia   | Kati Venäläinen Satu Salonen Riitta-Liisa Roponen Kaisa Varis                    | 50:45,5 |
| 8         | Canada      | Sara Renner Milaine Thériault Amanda Fortier Beckie Scott                        | 50:49,6 |
| 9         | Slovenia    | Petra Majdič Teja Gregorin Andreja Mali Nataša Lačen                             | 51:19,6 |
| 10        | Giappone    | Kanoko Goto Madoka Natsumi Nobuko Fukuda Sumiko Yokoyama                         | 51:35,7 |

## Medagliere per nazioni
| Pos. | Paese     | Oro | Argento | Bronzo | Totale |
| ---- | --------- | --- | ------- | ------ | ------ |
| 1    | Norvegia  | 5   | 2       | 4      | 11     |
| 2    | Italia    | 2   | 2       | 2      | 6      |
| 3    | Russia    | 2   | 1       | 1      | 4      |
| 4    | Germania  | 1   | 2       | 2      | 5      |
| 5    | Estonia   | 1   | 1       | 1      | 3      |
| 6    | Austria   | 1   | 1       | 0      | 2      |
| 7    | Canada    | 1   | 0       | 0      | 1      |
| 8    | Rep. Ceca | 0   | 2       | 0      | 2      |
| 9    | Svezia    | 0   | 0       | 1      | 1      |
|      | Svizzera  | 0   | 0       | 1      | 1      |